# Sicarius minoratus
Sicarius minoratus är en spindelart som först beskrevs av Hercule Nicolet 1849.  Sicarius minoratus ingår i släktet Sicarius och familjen Sicariidae. Inga underarter finns listade i Catalogue of Life.